# Cot Cem
Cot Cem är en kulle i Indonesien.   Den ligger i provinsen Aceh, i den västra delen av landet, 1 800 km nordväst om huvudstaden Jakarta. Toppen på Cot Cem är 110 meter över havet.
Terrängen runt Cot Cem är kuperad söderut, men norrut är den platt. Terrängen runt Cot Cem sluttar norrut. Runt Cot Cem är det ganska tätbefolkat, med 90 invånare per kvadratkilometer. I omgivningarna runt Cot Cem växer i huvudsak städsegrön lövskog.